# Yūgo Tsukita
Yūgo Tsukita (jap. 附田雄剛 Tsukita Yūgo; ur. 18 lipca 1976 w Ishikari) – japoński narciarz dowolny.
Jego największym sukcesem jest srebrny medal w jeździe po muldach podwójnych wywalczony podczas mistrzostw świata w Deer Valley. Jego najlepszym wynikiem olimpijskim jest 16. miejsce w jeździe po muldach na igrzyskach olimpijskich w Salt Lake City. Najlepsze wyniki w Pucharze Świata osiągnął w sezonie 2000/2001, kiedy to zajął 21. miejsce w klasyfikacji generalnej.

## Osiągnięcia

### Igrzyska olimpijskie
| Miejsce | Dzień     | Rok  | Miejscowość    | Konkurencja      | Zwycięzca          |
| ------- | --------- | ---- | -------------- | ---------------- | ------------------ |
| 18.     | 11 lutego | 1998 | Nagano         | Jazda po muldach | Jonny Moseley      |
| 16.     | 12 lutego | 2002 | Salt Lake City | Jazda po muldach | Janne Lahtela      |
| 32.     | 15 lutego | 2006 | Turyn          | Jazda po muldach | Dale Begg-Smith    |
| 17.     | 14 lutego | 2010 | Vancouver      | Jazda po muldach | Alexandre Bilodeau |

### Mistrzostwa świata
| Miejsce | Dzień       | Rok  | Miejscowość          | Konkurencja      | Zwycięzca                 |
| ------- | ----------- | ---- | -------------------- | ---------------- | ------------------------- |
| 36.     | 18 lutego   | 1995 | La Clusaz            | Jazda po muldach | Edgar Grospiron           |
| 14.     | 8 lutego    | 1997 | Iizuna               | Jazda po muldach | Jean-Luc Brassard         |
| 42.     | 10 marca    | 1999 | Meiringen            | Jazda po muldach | Janne Lahtela             |
| 5.      | 14 marca    | 1999 | Meiringen            | Muldy podwójne   | Johann Grégoire           |
| 23.     | 19 stycznia | 2001 | Whistler             | Jazda po muldach | Mikko Ronkainen           |
| 9.      | 21 stycznia | 2001 | Whistler             | Muldy podwójne   | Stéphane Yonnet           |
| 11.     | 31 stycznia | 2003 | Deer Valley          | Jazda po muldach | Mikko Ronkainen           |
| 2.      | 1 lutego    | 2003 | Deer Valley          | Muldy podwójne   | Jeremy Bloom              |
| 25.     | 19 marca    | 2005 | Ruka                 | Jazda po muldach | Nathan Roberts            |
| 9.      | 20 marca    | 2005 | Ruka                 | Muldy podwójne   | Toby Dawson               |
| 22.     | 9 marca     | 2007 | Madonna di Campiglio | Jazda po muldach | Pierre-Alexandre Rousseau |
| 25.     | 10 marca    | 2007 | Madonna di Campiglio | Muldy podwójne   | Dale Begg-Smith           |
| 7.      | 7 marca     | 2009 | Inawashiro           | Jazda po muldach | Patrick Deneen            |
| 7.      | 8 marca     | 2009 | Inawashiro           | Muldy podwójne   | Alexandre Bilodeau        |

### Puchar Świata

#### Miejsca w klasyfikacji generalnej
- sezon 1994/1995: 67.
- sezon 1995/1996: 60.
- sezon 1996/1997: 56.
- sezon 1997/1998: 52.
- sezon 1998/1999: 37.
- sezon 1999/2000: 27.
- sezon 2000/2001: 24.
- sezon 2001/2002: 168.
- sezon 2002/2003: 39.
- sezon 2003/2004: 120.
- sezon 2004/2005: 134.
- sezon 2005/2006: 64.
- sezon 2006/2007: 52.
- sezon 2007/2008: 87.
- sezon 2008/2009: 39.
- sezon 2009/2010: 88.

#### Miejsca na podium
1. Hasliberg – 23 marca 1996 (Jazda po muldach) – 3. miejsce
2. Whistler Blackcomb – 18 stycznia 1997 (Muldy podwójne) – 2. miejsce
3. Whistler Blackcomb – 24 stycznia 1998 (Jazda po muldach) – 3. miejsce
4. Mont Tremblant – 9 stycznia 1999 (Jazda po muldach) – 2. miejsce
5. Madarao – 29 stycznia 2000 (Muldy podwójne) – 1. miejsce
6. Inawashiro – 5 lutego 2000 (Jazda po muldach) – 2. miejsce
7. Livigno – 16 marca 2000 (Muldy podwójne) – 3. miejsce
8. Iizuna – 10 lutego 2001 (Muldy podwójne) – 2. miejsce
9. Inawashiro – 3 marca 2002 (Jazda po muldach) – 3. miejsce
10. Madarao – 9 marca 2002 (Muldy podwójne) – 3. miejsce
11. Tignes – 14 grudnia 2005 (Jazda po muldach) – 2. miejsce
12. Inawashiro – 17 lutego 2007 (Jazda po muldach) – 3. miejsce
13. Cypress Mountain – 7 lutego 2009 (Jazda po muldach) – 2. miejsce

- W sumie 1 zwycięstwo, 6 drugich i 6 trzecich miejsc.